# Lunedsbacken
Lunedsbacken var en slalombacke i Lunnedet nordost om Karlskoga. Lunedsbacken grundades 1969.
Lunedsbacken hade på 1980-talet två skidliftar och backens nedfartslängd var 700 meter.
Driften av Lunedsbacken sköttes av Karlskoga slalomklubb och Friluftsfrämjandet. Verksamheten upphörde 2007. Detta sedan Karlskoga kommun beslutade att inte fortsätta stötta anläggningen ekonomiskt, samt att slalomklubben och Friluftsfrämjandet inte hade förutsättningar att själva bära verksamhetens ekonomi.